# مرگ و پرگار
مرگ و پرگار (اسپانیایی: La muerte y la brújula‎) نام داستان کوتاهی از خورخه لوئیس بورخس نویسنده و شاعر آرژانتینی است. این داستان برای اولین بار در سال ۱۹۴۲ در مجله سور چاپ شد. ترجمه انگلیسی این داستان در سال ۱۹۵۴ منتشر شد. احمد میرعلائی این داستان را به فارسی ترجمه کرده که در مجموعه داستانی به همین نام منتشر شده است.